# 埃米尔·维尔哈伦
埃米尔·维尔哈伦（Émile Verhaeren，1855年5月21日—1916年11月27日），比利时法语诗人，剧作家。象征主义诗歌的创始人之一。

## 早年与教育
维尔哈伦生于比利时安特卫普省圣阿曼兹一个说法语的中产阶级家庭，不过维尔哈伦也可以说当地的弗拉芒语。在布鲁塞尔的学校学习两年后，十一岁时他被送到根特的圣巴伯学院，一所校规严格的耶稣会寄宿学校就读。他和喬治·羅登巴克是同学；几年之后莫里斯·梅特林克和Charles van Lerberghe也进入学院就读。毕业后，维尔哈伦在叔父的油业工厂里工作一年，随后进入鲁汶天主教大学学习法律。维尔哈伦在大学里结识了一些兴趣相投的朋友。1879年，他在学生刊物上发表了第一篇作品《再没有诗人》。1881年，从鲁汶大学毕业的维尔哈伦到埃德蒙·皮卡尔的律师事务所实习，皮卡尔是一位积极组织文艺圈活动的人，维尔哈伦也得以接触很多年轻和激进的艺术家和作家。

## 早期创作
1881年文艺刊物《年轻的比利时》创刊，主要刊登文艺评论。维尔哈伦积极在上面发表评论文章，把詹姆斯·恩索尔这样有天赋的艺术家介绍给公众。1883年他积极参与了艺术家圈子二十人协会的建立，并在二十人协会的刊物《现代艺术》上发表艺术评论文章。此时，他和二十人协会中的新印象派画家泰奥·范里塞尔贝格建立了终生不渝的友谊。两人之间进行了大量的通信，在其中一封信中，范里塞尔贝格这样描述维尔哈伦“他有着独一无二的个性，是一股不可战胜的旋风，他不会用布尔乔亚的那套规则来烦自己，他以自己的直率激励和征服其他人。”
受到左拉的自然主义观点和雅各布·乔登斯、扬·斯特恩等人画作的启发，维尔哈伦写了一些反映弗拉芒人热情乐观的诗歌，于1883年以《弗拉芒的女人》为名出版。这部诗集立即受到了法国高蹈派的欢迎，但在宗教气氛浓郁的故乡引起了反对，他的父母甚至想过把出版的诗集都买下来毁掉。到了1885年，维尔哈伦去了希迈附近的修道院寻求宁静，不久他的第二部诗集《修道士》出版，这部作品一反之前的风格，强调禁欲，带有宗教神秘感。《修道士》未取得他预想的成功，这一打击加上身体上的疾病，使维尔哈伦陷入了危机。他到各国旅游，最后旅居英国，陆续发表了《黄昏》、《瓦解》和《黑色的火炬》三部诗集，反映了自己的精神危机。

## 创作成熟期

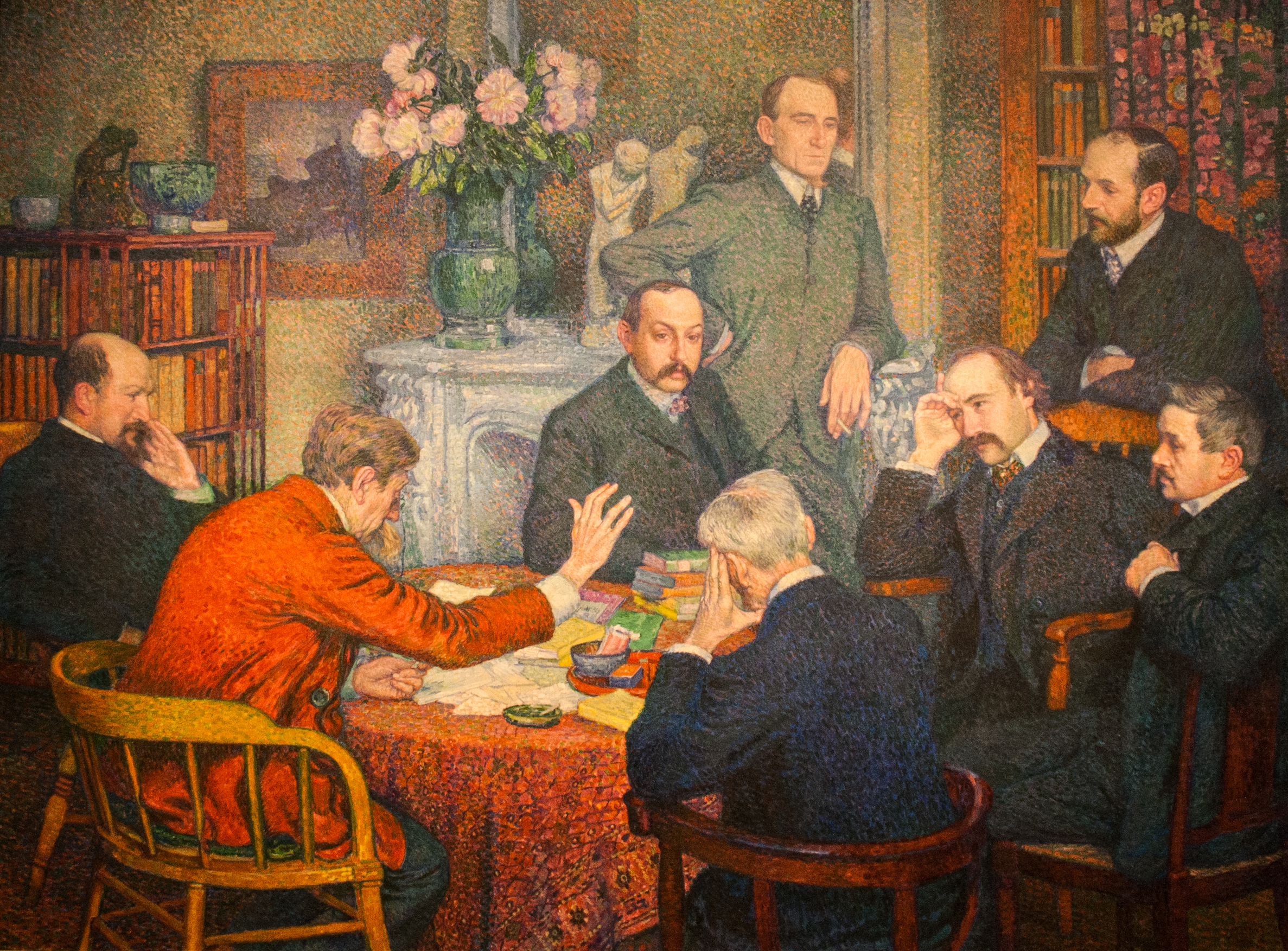
维尔哈伦在读自己创作的诗歌，创作于1903年

1891年8月24日，维尔哈伦和颇有天赋的列日艺术家Marthe Massin结婚，之后搬到布鲁塞尔居住。他开始接近工人运动，发表了诗集《我的道路上出现的事务》。1892年他加入了比利时工人党，协助建立“人民之家”的艺术分会，还积极参与社会调查。次年他以自己调查所得素材写了诗集《妄想的农村》，描绘了城市的迅速发展给农村带来的灾难。在1895年的诗集《像触手一样扩展的城市》和《幻想的农庄中》，维尔哈伦深化了这一主题，塑造了很多劳动人民的形象。
1898年，维尔哈伦创作了自己的第一部戏剧《黎明》 这部四幕剧由散文和诗交替写成，《黎明》继续了诗歌的主题，抨击了社会的不公正和乡村生活的衰败。《黎明》上演后不久，维尔哈伦离开比利时，移居巴黎附近的圣克卢，他在这里写了五册歌颂欧洲各国人民间友谊和团结的诗集。1910年代维尔哈伦已经誉满全欧，受到罗丹、埃德加·德加、马拉美、梅特林克、斯蒂芬·茨威格等人的崇敬。他影响了瓦勒里·勃留索夫为代表的俄国象征主义运动。1911年他和诺贝尔奖擦肩而过，当年的奖颁给了他的朋友梅特林克。他的作品被翻译成二十余种文字，其德文译者为茨威格。1912年，他创作了悲剧《斯巴达的海伦》该剧除了在法国，还在德国和俄国上演。

## 社会活动与去世
维尔哈伦是个和平主义者，一战的爆发和德国入侵中立的比利时让他十分痛心。他在欧洲四处旅行，发表演讲。他到英国避难，出版了散文集《浴血的比利时》和诗集《德国的罪行》等作品，谴责德国对比利时的入侵。1916年11月27日维尔哈伦到鲁昂作一次演讲。演讲结束后，维尔哈伦赶到火车站时发现回巴黎的末班火车正要开动，他正想登上火车，却不幸掉下铁轨身亡。同行的范里塞尔贝格和安德烈·纪德将此事通知了维尔哈伦的夫人。维尔哈伦被葬回他的故乡。1955年，在维尔哈伦的故乡圣阿曼兹建立了博物馆，陈列他的手稿和朋友们之间的通信。

## 主要作品

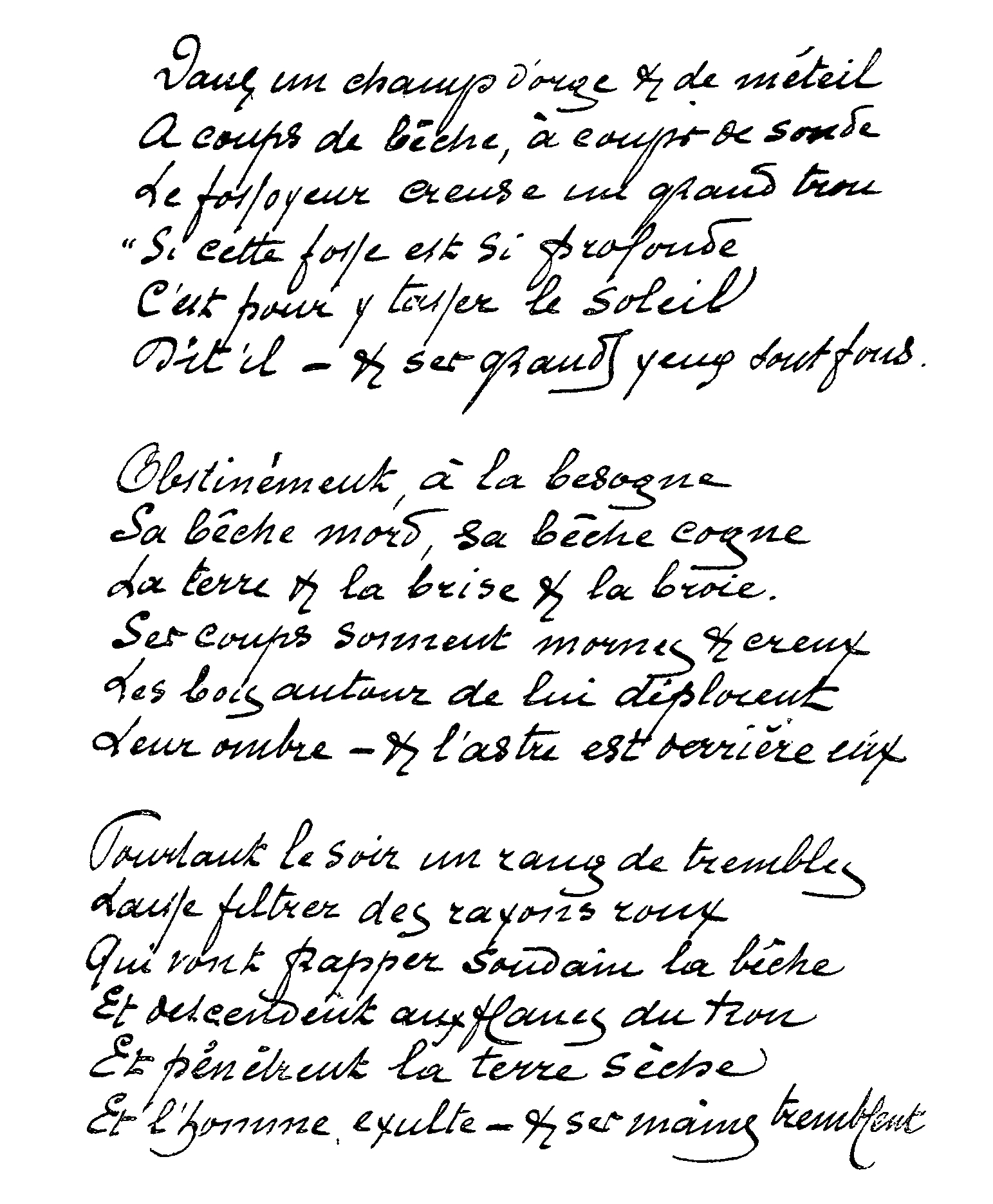
维尔哈伦的手稿《在麦田里》，发表于1904年2月份的《羽毛》杂志上

- 《弗拉芒的女人》（Les Flamandes, 1883）
- 《修道士》（Les moines, 1886）
- 《黄昏》（Les soirs, 1888）
- 《瓦解》（Les débâcles, 1888）
- 《黑色的火炬》（Les flambeaux noirs, 1891）
- 《妄想的农村》（Les campagnes hallucinées, 1893）
- 《触手般扩展的城市》（Les villes tentaculaires，1895）
- 《幻想的乡村》（Les heures claires, 1895）
- 《生活的方方面面》（Les visages de la vie, 1899）
- 《喧嚣的力量》（Les forces tumultueuses, 1902）
- 《复合的光彩》（La multiple splendeur, 1906）
- 《最高的节奏》（Les rythmes souverains, 1910）
- 《战争的红翼》（Les ailes rouges de la guerre, 1916）
- 《熊熊的火焰》（Les flammes hautes,完成于1914年，去世后于1917结集出版）

### 剧本
- 《黎明》
- 《菲力浦二世》
- 《斯巴达的海伦》
- 《黄昏》

## 外在链接
- Selected poems by Verhaeren （法文）
- Emile Verhaeren的作品  - 古騰堡計劃
- Les campagnes hallucinées, 1893 （页面存档备份，存于）